# Два дни, една нощ
Два дни, една нощ (на френски: Deux jours, une nuit) е белгийски игрален филм от 2014 година на режисьорите Братя Дарден. В главната роля е френската актриса Марион Котияр. Филмът взима участие в надпреварата за Златна палма на кинофестивала в Кан и е номиран като белгийското предложение за Оскар за най-добър чуждоезичен филм, но не влиза в официалната селекция.

## Сюжет
Внимание:  Текстът по-долу разкрива сюжета на произведението (или части от него)!
Сара (Марион Котияр) е млада съпруга и майка на две деца, която се възстановява тежко изживяна депресия. Тя е напът да изгуби работното си място, след като нейните колеги са изправени пред възможността да не получат бонус от 1000 евро, ако шефът не я уволни. Поради тежкото финансово състояние на семейството си Сара взима решението да посети всичките си колеги и да ги убеди да се откажат от бонуса си за да не бъде уволнена. Половината от нейните колеги се съгласяват да се откажат от бонуса си, но другите не. Така при тайното гласуване на работното и място все пак не и достигат гласове и Сара остава без работа. При напускането и нейният шеф все пак и предлага да запази работата си, но като не поднови договора на някой от нейните колеги, защото няма средства за толкова работници. Сара обаче отказва предложението с предлога, че това не е редно.